# 映像産業振興機構
特定非営利活動法人映像産業振興機構（えいぞうさんぎょうしんこうきこう）は、「優良な映像コンテンツ作品に係る創作、事業化、内外市場への提供を支援することを通じて、映画、放送番組、アニメーション、ゲーム、音楽等わが国の映像コンテンツ産業を国際競争力ある産業とするために、関係企業・団体・職能者組織の協力と政府、地方公共団体による政策・施策を有機的に組み合わせて、教育機関と連携した人材育成支援、作品の制作支援、起業支援、内外の市場開拓などに関する事業を行い、映像コンテンツ産業の発展を通じて日本経済の活性化に寄与することを目的」とした日本経済団体連合会の関係組織。英語名はVisual Industry Promotion Organization、略称はVIPO。
2004年12月6日に設立され、2005年6月1日に特定非営利活動法人として登記された。初代理事長は松竹代表取締役社長の迫本淳一（2004年12月 - 2010年6月）、現理事長は手塚プロダクション代表取締役社長の松谷孝征（2010年6月 - ）。